# The Legend of Zelda: Breath of the Wild
The Legend of Zelda: Breath of the Wild (jap. ゼルダの伝説　ブレス オブ ザ ワイルド Zeruda no densetsu buresu obu za wairudo) – przygodowa gra akcji wyprodukowana przez Nintendo i wydana 3 marca 2017 roku na konsole Nintendo Switch oraz Wii U. Jest to dziewiętnasta gra z serii The Legend of Zelda.
Podobnie jak w większości poprzednich części cyklu, akcja gry toczy się w Hyrule, królestwie, któremu grozi zagłada z rąk Ganona. zaś protagonista, Link, przebudzony ze stuletniego snu głosem księżniczki Zeldy, uwięzionej przez Ganona w zamku Hyrule, rusza na jej ratunek. W drodze do pokonania Ganona i ocalenia Zeldy, Link przemierza królestwo oraz lochy.
Głównym producentem gry jest Eiji Aonuma, kierujący serią od 2000 roku, począwszy od The Legend of Zelda: Majora’s Mask. W 2023 ukazała się kontynuacja gry – The Legend of Zelda: Tears of the Kingdom.

## Rozgrywka
Gra znacząco odbiega od poprzednich części serii, ze względu na jej otwarty świat, dwunastokrotnie większy od mapy w Twilight Princess, nieliniową rozgrywkę oraz swobodniejsze przemieszczanie się pomiędzy lokacjami w grze. Link może wspinać się, skakać, pływać czy zjeżdżać z niemal każdej powierzchni, a spory nacisk położono na realizm interakcji głównego bohatera Breath of the Wild z otoczeniem, które gracz może odkrywać we własnym tempie. Wśród przedmiotów, które można zdobywać, znajdują się między innymi ubrania, bronie, tarcze i jedzenie. Zarówno bronie, jak i tarcze ulegają zniszczeniu w trakcie posługiwania się nimi, zebrane jedzenie może zaś zostać wykorzystane do przyrządzenia przez Linka dania, które nie tylko zregeneruje jego zdrowie, ale także pomoże przetrwać mu w specyficznych warunkach, na przykład w niskiej temperaturze. Ubrania pozwalają na stałe efekty i dodają większą odporność na ataki.

## Odbiór gry
Gra jest tytułem startowym na konsolę Nintendo Switch. Już od czasu jej ogłoszenia jest obiektem żywego zainteresowania społeczności graczy i mediów zajmujących się grami wideo. Na targach E3 2016 gra otrzymała nagrody najlepszej gry targów, najlepszej gry na konsole i najlepszej przygodowej gry akcji. W grudniu 2016 roku, na kilka miesięcy przed premierą, Breath of the Wild zdobyło nagrodę The Game Awards dla najbardziej oczekiwanej gry 2017 roku. Zaraz po premierze okazała się jednym z najlepiej ocenianych tytułów wszech czasów według agregatora ocen Metacritic, z wynikiem 97/100, zdobywając najwyższe możliwe oceny w takich serwisach jak IGN, Famitsu, GameSpot, czy Eurogamer, w Polsce zaś najwyższe noty przyznały grze Gry-Online i PSX Extreme. Jest to również druga najlepiej oceniana gra z serii w historii, ustępując jedynie Ocarina of Time z 1998 roku. Krytycy chwalili przede wszystkim rozbudowany silnik fizyczny gry, który wiernie odwzorowuje fizykę świata rzeczywistego; niczym nieskrępowaną eksplorację Hyrule, a także nacisk na niezależność gracza w rozwiązywaniu zagadek i obierania celów w grze. Recenzenci podkreślali, że Breath of the Wild cechuje się nowym podejściem do kwestii otwartego świata, dając graczowi całkowitą wolność w rozgrywce i nie wskazując mu kolejnych kierunków i celów. Uwagę krytyków i graczy przyciągnęła również wysoko oceniana oprawa audiowizualna, a w szczególności muzyka skomponowana przez Manakę Kataokę i Yasuaki Iwatę. Wśród wad gry zwrócono uwagę na niedociągnięcia techniczne, przede wszystkim okazjonalne spadki klatek na sekundę, które pojawiają się zarówno w wersji na Wii U, jak i na Switch, jednakże recenzenci zaznaczyli, że niedociągnięcia te nie wpływają na jej maksymalną ocenę.
Po tygodniu od wydania 9 na 10 osób posiadających konsolę kupiło Zeldę, co przełożyło się na 1,34 miliona sprzedanych egzemplarzy tego tytułu.

## Kontynuacja
W trakcie targów E3 2019 Nintendo potwierdziło, że rozpoczęto prace nad sequelem gry. We wrześniu 2022 roku ujawniono, że kontynuacja będzie nosiła nazwę The Legend of Zelda: Tears of the Kingdom; została ona wydana 12 maja 2023 roku.